# Conte di Nottingham
Conte di Nottingham è un titolo ereditario della nobiltà inglese della parìa inglese.

## Conti di Nottingham, prima creazione (1377)
- John de Mowbray (1365-1383), V barone Mowbray

## Conti di Nottingham, seconda creazione (1383)
- Thomas de Mowbray, I duca di Norfolk (1366-1399), lord Mowbray
- Thomas de Mowbray, IV conte di Norfolk (1385-1405), lord Mowbray

vedi Duca di Norfolk (creazione del 1397)

## Conti di Nottingham, terza creazione (1476)
- Riccardo Plantageneto (1473–1483)

## Conti di Nottingham, quarta creazione (1483)
- William Berkeley, I marchese di Berkeley (1426–1492)

## Conti di Nottingham, quinta creazione (1525)
- Henry FitzRoy, I duca di Richmond e Somerset (1519–1536)

## Conti di Nottingham, sesta creazione (1596)
- vedi Conte di Effingham

## Conti di Nottingham, settima creazione (1681)
- vedi Conte di Winchilsea e Nottingham